# Колыбельная (фильм, 1937)
«Колыбе́льная» — неигровой пропагандистский фильм, снятый кинорежиссёром Дзигой Вертовым. Картина вышла осенью 1937 года; через пять дней она без объяснения причин была снята с экрана и запрещена к показу.

## История фильма
Киноведы, анализируя ранние версии сценария, написанные Дзигой Вертовым в 1935—1936 годах, пришли к выводу, что изначальный режиссёрский замысел был далёк от итогового: в первом варианте, называемом «Девушки двух миров», предполагалось сравнить судьбу женщин в советском, дореволюционном и западном обществе. Режиссёрские заметки, по словам историка кино Александра Дерябина, с одной стороны, поражали экстравагантностью, с другой — напоминали затейливый коллаж, в котором авторские находки были соединены с газетными штампами и отрывками из советских песен: «С первых же страниц прямолинейность агитки смешивается с лирическими интонациями, неожиданно всплывают эпатажность ранних вертовских манифестов и, вероятно, подсознательные вертовские комплексы».
Первый сценарий был отклонён «из-за несуразности», однако некоторые заложенные в нём идеи всё-таки воплотились в фильме «Колыбельная». Сама тема предполагала лояльность режиму, и пресса заранее готовила зрителей к новой ленте: в частности, газета «Известия» осенью 1937 года сообщала, что в канун 20-й годовщины Октябрьской революции на экраны выйдет фильм, рассказывающий «о счастливой судьбе советской женщины». «Колыбельная» действительно появилась в прокате, однако через пять дней все сеансы без объяснения причин были отменены. Запрет касался только картины и не распространялся на звучавшую в ней песню Даниила и Дмитрия Покрассов.

Трудно сказать, что именно не понравилось Сталину в фильме Вертова. Возможно, что это был перебор с визуальным рядом: в мельтешении женских лиц и фигур присутствие Сталина наводит на двусмысленные аналогии. Выражение «отец народа» приобретает здесь излишний буквализм — будучи фактически единственным мужским персонажем фильма (и во всяком случае — центральным персонажем), Сталин «появляется только в окружении женщин, и каждое такое появление сменяется кадром нового ребёнка — новой девочки».

## Содержание
Фильм начинается с титров о том, что во всех городах и селениях СССР «освобождённые женщины поют своим детям колыбельную песню о счастье». Первая и вторая части картины — это лирические фрагменты жизни 1930-х годов: роженицы в больничной палате, младенцы в колясках, дети в хороводе, школьники за партами, юная пианистка рядом с педагогом, ученицы в хореографической студии, женщины в поле, на заводе, во время прыжка с парашютом, в момент сбора винограда. Хронику сопровождают короткие авторские ремарки: «Твои руки счастливы от того, что они в работе», «И ты летишь над миром» и другие.
В третью часть ленты включены кадры, снятые во время официальных мероприятий: Сталин и другие советские вожди приветствуют делегатов Всесоюзной женской конференции; участница мероприятия с трибуны рассказывает о значении 122-й статьи Конституции, давшей женщинам «возможность учиться, строить и счастливо жить»; юная пионерка рапортует о том, какие кружки посещают школьники. В финальной части фильма кинохроника, повествующая о Гражданской войне в Испании, соседствует с показом учебных полётов в Советском Союзе.

## Отзывы и рецензии
Несмотря на запрет, «Колыбельная» входила в сферу внимания киноведов разных лет. Так, один из подробных отзывов на картину появился во время «хрущёвской оттепели»: автор вышедшей в 1962 году книги «Дзига Вертов» Н. П. Абрамов отметил, что фильм режиссёра-авангардиста представляет собой полемический отклик на кинодраму Дэвида Гриффита «Нетерпимость». Назвав ленту Вертова «песней о матери», Абрамов выделил первые две части фильма, увидев в них «шедевры звуко-зрительного монтажа». Официальная кинохроника, сосредоточенная в центральной части, а также финальные эпизоды показались критику менее удачными: они «только повторяли то, что уже было использовано в „Трёх песнях о Ленине“».
О том, что монтаж в «Колыбельной» — плотный, насыщенный и «ритмически чёткий», написал через двадцать лет автор другой книги о Вертове — Лев Рошаль. При этом киновед предположил, что в 1937 году Дзига приблизился в своём творчестве к «предельному рубежу в создании массовидных, своего рода обзорных картин о жизни страны в целом»; отсюда — некоторая неудовлетворённость режиссёра этой работой.
Александр Дерябин, исследуя разные варианты вертовского сценария, пришёл к выводу, что в процессе работы над «Колыбельной» режиссёр пытался сломать некоторые привычные стандарты, свойственные кинодокументалистике, и «эстетизировать трагическое, не поддающееся… человеческому разумению». Олег Ковалов, сравнив поэтику «Колыбельной» с некоторыми кинематографическими приёмами Лени Рифеншталь, отметил, что картина Вертова «способна восхитить и красотой формы, и последовательностью, с которой выстраивается на экране её отважная концепция».

Мать, качавшая ребёнка в «Колыбельной», от имени которой как бы идет изложение фильма, превращается по мере развития действия то в испанскую, то в украинскую, то в русскую, то в узбекскую мать. Тем не менее мать в фильме как бы одна. Образ матери здесь распределяется между несколькими лицами… Перед нами не мать, а Мать.— Дзига Вертов